# Centro de Treinamento Carlos José Castilho
Centro de Treinamento Carlos José Castilho, anteriormente denominado Centro de Treinamento Pedro Antônio, é o Centro de Treinamento do Fluminense Football Club, inaugurado em 21 de julho de 2016 no bairro carioca de Jacarepaguá, data do aniversário de 114 anos do clube, com a equipe profissional do Fluminense começando a treinar no local em 11 de outubro de 2016.
A estrutura tem cerca de 40.000 m² e três campos de tamanho oficial exclusivamente para uso dos profissionais, com o clube tendo ainda um Centro de Treinamento para uso de suas categorias de base em outra localidade, Xerém, na cidade de Duque de Caxias.

## História

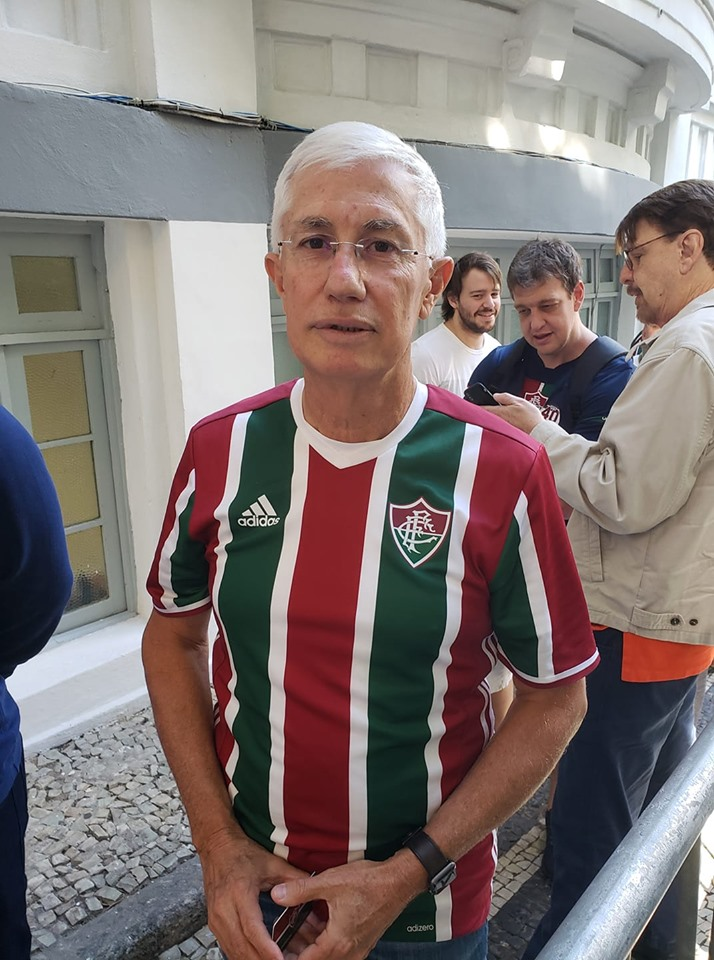
Pedro Antonio Ribeiro da Silva, homenageado como primeiro nome do CT do Fluminense.

A necessidade de possuir um CT já estava na pauta do Fluminense desde os anos 1980, na gestão Silvio Kelly, mas nunca saiu efetivamente do papel. Em 1983, o clube inaugurou o atual CT das divisões de base, em Xerém, numa estrutura modestíssima, que na época dispunha apenas de um campo de treino e nada mais. Apesar disso, o time que sagrou-se campeão brasileiro em 1984 chegou a realizar alguns treinamentos no local.
Em 1995 Xerém passou por melhorias, como a aquisição de novos equipamentos, e teve promessas de levar o departamento de futebol para lá, o que nunca aconteceu de fato, apesar de em 2006, na gestão Roberto Horcades, o clube voltar a prometer a transferência do departamento de futebol para Xerém. As promessas de mudança do departamento de futebol profissional para Xerém nunca vingaram, tampouco a construção de um CT, por isso por muitos anos a equipe profissional do Fluminense treinou no Estádio das Laranjeiras, porém a falta de estrutura já vinha cobrando seu preço a bastante tempo. Em 2010 durante as eleições para Presidência do Fluminense, o candidato Peter Siemsen prometeu a construção de um CT.
A pressão pela construção do CT atingiu seu ápice quando em 2011, quando o técnico Muricy Ramalho se demitiu do Fluminense alegando não ter estrutura para trabalhar e com a imprensa noticiando que ele teria dito que no Estádio de Laranjeiras haviam até ratos, o que ele desmentiu posteriormente, referindo-se a história dos ratos que teria sido acrescentada pela imprensa. No mesmo ano o Fluminense tentou avançar na compra do Banana Golf para ser o seu CT, mas o negócio acabou não progredindo, porém foi nessa época que a diretoria do clube teve o primeiro contato com Pedro Antonio Ribeiro, que seria parte importante na construção do CT, alguns anos depois.
O CT voltou a pauta em 2012, quando o Fluminense conseguiu um acordo com a Prefeitura para que ela cedesse um terreno para construção do Centro de Treinamento na Barra da Tijuca, atrás da Escola SESC de Ensino Médio, e no dia 19 de março de 2013 a cessão do terreno foi publicada em Diário Oficial. No dia 21 de março Peter chegou a confirmar que o nome do Centro de Treinamento seria de Celso Barros, porém essa promessa não foi cumprida e o CT mudou de nome, muito por conta do fim da parceria entre a Unimed e o Fluminense, além do afastamento entre Celso Barros e Peter Siemsen.
Botafogo e Vasco da Gama igualmente receberam terrenos com o compromisso de construírem seus CTs, mas por falta de investimentos tiveram a concessão caçada pela Prefeitura do Rio de Janeiro no final do ano de 2016. Como o Flamengo já tinha seu terreno, recebeu na época uma promessa de compensação de nove milhões de reais da prefeitura carioca em 2012, que seria de seis milhões e quinhentos mil para os outros três clubes, que depois foi divulgada como sendo de cinco milhões sem que os outros clubes cariocas recebessem o auxílio financeiro prometido, com o rubro negro tendo entrado na justiça para cobrar essa quantia.
No dia 11 de março de 2014, após muitos anos de espera e expectativa o projeto final era finalmente apresentado, com três campos, um edifício de cinco andares, estacionamentos e área de infraestrutura para jogadores. Na época do anúncio do projeto não havia ideia de como o CT seria financiado, pois a AMBEV que iria financiar o CT, acabou desistindo. O dia 18 de junho de 2015 é um marco, o CT finalmente começava a ser construído, inicialmente com as obras de aterro do terreno, o financiamento seria feito inicialmente apenas na fase inicial pelo Pedro Antonio, o que acabou acontecendo durante a obra inteira. No dia 22 de dezembro de 2015 o plantio de grama dos dois campos oficiais começou a ser feito.
No dia 23 de fevereiro de 2016 começava o bater de estacas para estruturar a construção da torre principal do CT, e no dia 27 de abril de 2016 o CT ganhou uma bandeira gigante iluminada, pela qual é possível localizar o CT no acesso a Barra pela Linha Amarela.
Finalmente, no dia 21 de julho de 2016 o CT era inaugurado, a Seleção Olímpica Dinamarquesa de Futebol Masculino foi o primeiro time de futebol a treinar no CT tricolor, o que ocorreu em 5 de agosto, durante a realização dos Jogos Olímpicos de Verão de 2016, evento sediado na cidade do Rio de Janeiro, e no dia 11 de outubro de 2016 o time profissional começava a treinar no local.
Pelo seu esforço pessoal e financeiro para a construção, Pedro Antonio Ribeiro da Silva foi o nome escolhido pelo Conselho Deliberativo do Fluminense como o nome do Centro de Treinamento tricolor em 29 de outubro de 2016.
Em 12 de março de 2019 o clube concluiu a via que dá acesso até a Avenida Ayrton Senna, a ser batizada de Oscar Cox. Houve atraso na execução do trabalho, também pela necessidade da Prefeitura retirar árvores do local.
Foi inaugurada uma nova sala de imprensa no dia 14 de junho de 2019, batizada de Paulo Julio Clement, jornalista e torcedor do Fluminense vítima do acidente com o avião da Chapecoense em 2016.
O Fluminense abriu parcialmente a Rua Oscar Cox, futuro acesso principal do CT, no dia 11 de junho de 2019, passando a ser utilizada inclusive por seleções que disputam a Copa América de 2019, como as dos convidados Qatar, Peru, Uruguai e Argentina, em ordem cronológica, sendo o único Centro de Treinamento de clubes do Rio de Janeiro escolhido para receber seleções nacionais durante a realização dessa edição da Copa América. Às vésperas da semifinal da Copa América de 2019, o técnico da Seleção da Argentina, Lionel Scaloni, apontou o gramado do CT do Fluminense como o melhor que a Seleção da Argentina utilizou durante a sua estada no Brasil, com a Seleção Peruana retornando ao CT para se preparar para a final da competição. Em 3 de julho de 2019, quatro dias antes do encerramento da Copa América, o Fluminense divulgou que somados os números de Twitter, Instagram e Facebook, os posts durante a realização dessa competição tiveram um alcance de 4,5 milhões de usuários e 10,3 milhões de impressões de seus conteúdos, reflexo da presença das seleções estrangeiras no CT e das ações de marketing desenvolvidas pelo clube nesse período.
O dia 30 de setembro de 2019 ficou marcado pela deliberação do Conselho Deliberativo do clube para a alteração do nome do Centro de Treinamento que passou a se chamar CT Carlos José Castilho, ídolo do clube e recordista de partidas pelo Tricolor. Castilho foi goleiro e o jogador que mais vezes vestiu o uniforme tricolor, com 698 partidas. Além das grandes atuações, o jogador é lembrado por amputar um dos dedos de uma de suas mãos para não desfalcar o time por muito tempo.